# Lodovico Giustini
Lodovico Giustini (Pistoia, 12 december 1685 – 7 februari 1743) was een Italiaans componist en toetsenist uit de late barok en het vroeg classicisme. Hij was de eerste bekende componist die muziek schreef voor de piano.

## Leven
Giustini werd geboren in Pistoia, uit een familie van muzikanten die teruggaat tot het begin van de 17e eeuw; toevallig werd hij geboren in hetzelfde jaar als Bach, Scarlatti en Handel. Giustini's vader was organist bij de Congregazione dello Spirito Santo, een Jezuïet-gelieerde groep, en een oom, Domenico Giustini, was ook een componist van gewijde muziek.
In 1725, na de dood van zijn vader, werd Giustini organist aan de Congregazione dello Spirito Santo, en verwierf daar een reputatie als componist van sacrale muziek: voornamelijk cantates en oratoriums. In 1728 werkte hij samen met Giovanni Carlo Maria Clari aan een serie klaagzangen die dat jaar werd uitgevoerd. In 1734 werd hij aangenomen als organist bij S. Maria dell'Umiltà, de kathedraal van Pistoia, een functie die hij de rest van zijn leven bekleedde. Naast het orgelspelen in beide religieuze instellingen, trad hij op tal van locaties op het klavecimbel op, vaak in zijn eigen oratoria.

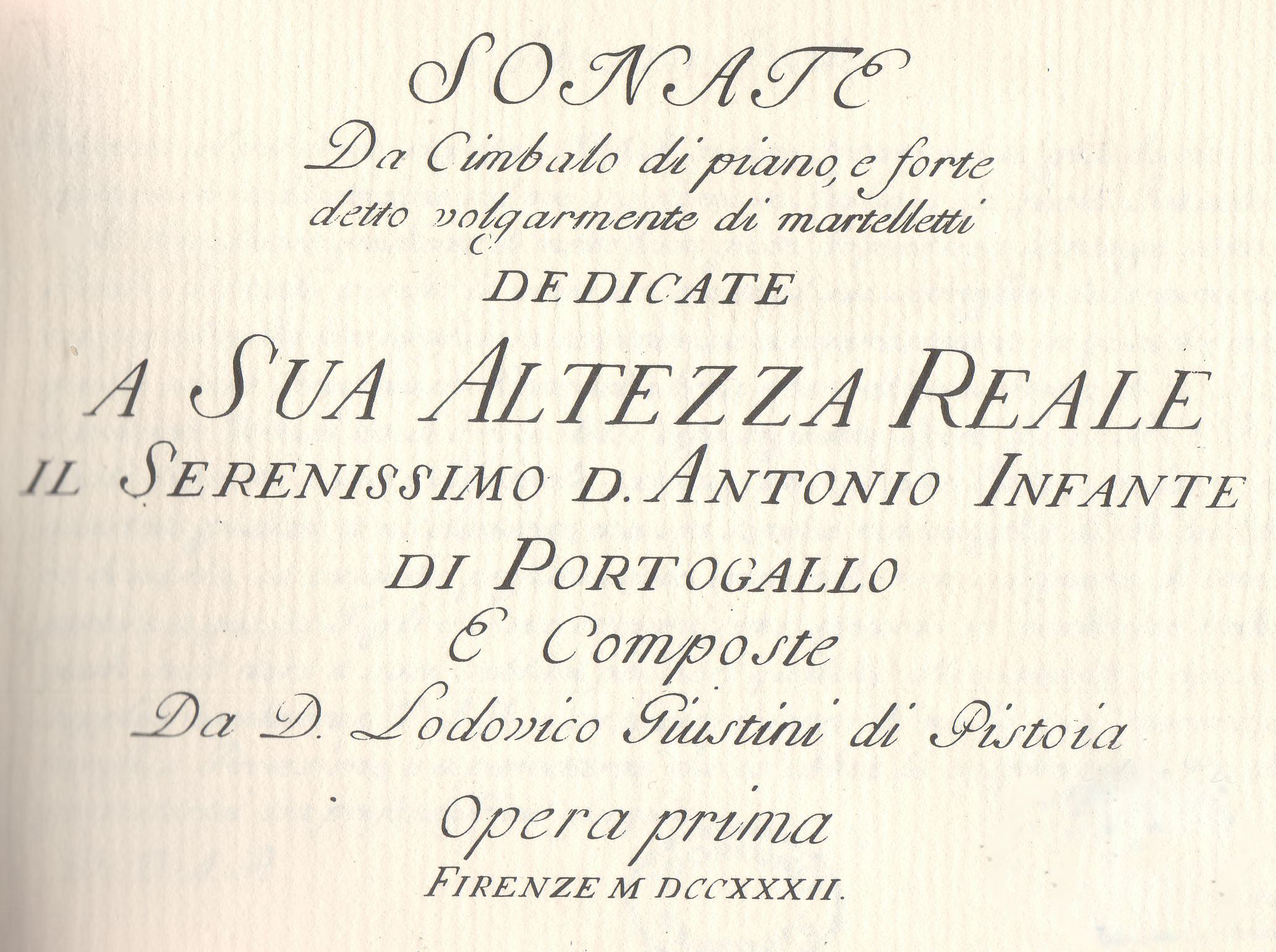
Sonate frontispice, 1732.

## Werken en invloed
Giustini's belangrijkste faam verwierf hij met zijn werk 12 Sonates Opus 1, gepubliceerd in Florence in 1732, de vroegste muziek die speciaal voor de piano werd geschreven. Ze zijn opgedragen aan Dom António de Bragança, de jongere broer van koning Johan V van Portugal (het Portugese hof was een van de weinige plaatsen waar veel op de vroege piano werd gespeeld).
Deze stukken met afwisselend snelle en langzame delen (vier of vijf bewegingen per sonate), zijn ongeveer 30 jaar ouder dan alle andere muziek die speciaal voor de piano is geschreven. Giustini gebruikte alle expressieve mogelijkheden van het instrument, zoals breed dynamisch contrast: expressieve mogelijkheden die niet beschikbaar waren op andere toetsinstrumenten van die tijd. De stukken zijn een overgangsfase tussen de late barok en de vroege klassieke periode, en bevatten innovaties.
James Parakilas wijst erop dat het nogal verrassend is dat deze werken überhaupt gepubliceerd werden. Op het moment van compositie bestond er slechts een zeer klein aantal piano's, voornamelijk in het bezit van royalty's. Hij vermoedt dat de publicatie van het werk bedoeld was als een eer voor Giustini; het "vertegenwoordigt een gebaar van prachtige presentatie aan een koninklijke muzikant, in plaats van een daad van commerciële promotie."
- Biblioteca Nacional de España: XX1758719
- Bibliothèque nationale de France: cb14793983h (data)
- Gemeinsame Normdatei: 137554788
- International Standard Name Identifier: 0000 0000 8118 9167
- Library of Congress Control Number: n84123274
- MusicBrainz: d9ab8563-1bd6-4e61-a7a5-1c3354da5b18
- Nationale Bibliotheek van Israël: 987007284199205171
- Nederlandse Thesaurus van Auteursnamen: 096505605
- Système universitaire de documentation: 244004439
- Virtual International Authority File: 39641044
- WorldCat: E39PBJmTktJxtyCfdxk3j49MT3